# Piotr Awdiejenko
Piotr Pietrowicz Awdiejenko (ros. Пётр Петрович Авдеенко), ur. 1901, zm. 1956) – generał major (1943), Bohater Związku Radzieckiego (1943). 
Członek Wszechzwiązkowej Komunistycznej Partii (bolszewików) od 1926. 
W Armii Czerwonej od 1919. Ukończył Szkołę Piechoty (1924), kursy dowódcze „Wystrieł” (1938) i kursy Akademii Sztabu Generalnego (1946). 
Uczestnik wojny domowej, po jej zakończeniu zajmował stanowiska dowódcze w armii. W czasie II wojny światowej dowodził pułkiem strzeleckim, od 1942 dywizją, od 1943 korpusem. Od 1946 zajmował odpowiedzialne stanowiska w radzieckiej administracji wojskowej w Niemczech. Od 1948 r. był komendantem Szkoły Piechoty w Tiumeniu, a od 1952 był dowódcą kursu Wyższych Kursów „Wystrieł”. 
Od 1953 w rezerwie .